# Poor Man's 500 1950
Poor Man's 500 1950 var ett stockcarlopp ingående i  Nascar Grand National Series (nuvarande Nascar Cup Series) som kördes 30 maj 1950 på den 0,5 mile (0,804 km) långa ovalbanan Canfield Speedway i Canfield i Ohio. Totalt avverkades 100 miles (160,934 km) fördelat på 200 varv. Banunderlaget var dirt. Loppet vanns av Bill Rexford i en Oldsmobile på tiden 2:22.44 körande för Julian Buesink. Rexfords snitthastighet var 42,036 mph. Han var vid målgång ensam förare på ledarvarvet, två varv före tvåan Glenn Dunaway. Prispotten uppgick till 4350 dollar, varav 1400 dollar gick till segraren.

## Resultat
| Plc     | Nr  | Förare            | Team/ bilägare    | Konstruktör | Start | Varv | Ledda varv |
| ------- | --- | ----------------- | ----------------- | ----------- | ----- | ---- | ---------- |
| 1       | 60  | Bill Rexford      | Julian Buesink    | Oldsmobile  | i.u.  | 200  | 80         |
| 2       | 49  | Glenn Dunaway     | Glenn Dunaway     | Plymouth    | i.u.  | 198  | 0          |
| 3       | 59  | Lloyd Moore       | Julian Buesink    | Ford        | i.u.  | 198  | 0          |
| 4       | 42  | Lee Petty         | Petty Enterprises | Plymouth    | i.u.  | 195  | 0          |
| 5       | 22  | Bill Blair        | Sam Rice          | Mercury     | i.u.  | 195  | 0          |
| 6       | 27  | Jimmy Florian     | Jimmy Florian     | Ford        | 1     | 193  | 0          |
| 7       | 48  | Dick Burns        | i.u.              | Mercury     | i.u.  | 190  | 0          |
| 8       | 89  | Bobby Courtwright | i.u.              | Ford        | i.u.  | 189  | 0          |
| 9       | 90  | Tim Flock         | Buddy Elliott     | Lincoln     | i.u.  | 189  | 0          |
| 10      | 293 | Bob Dickson       | i.u.              | Lincoln     | i.u.  | 187  | 0          |
| 11      | 11  | Art Gill          | i.u.              | Ford        | i.u.  | 182  | 0          |
| 12      | 9   | Len Brown         | Len Brown         | Oldsmobile  | i.u.  | 171  | 0          |
| 13      | 8   | Dick Linder       | i.u.              | Kaiser      | i.u.  | 161  | 0          |
| 14      | 23  | Mike Klapak       | Mike Klapak       | Ford        | i.u.  | 158  | 0          |
| 15      | 18  | Chuck Mahoney     | i.u.              | Mercury     | i.u.  | 151  | 0          |
| 16      | 5   | Bob Wilson        | i.u.              | Nash        | i.u.  | 150  | 0          |
| 17      | 80  | Hugh Darragh      | i.u.              | Ford        | i.u.  | 152  | 0          |
| 18      | 30  | Elmer Wilson      | i.u.              | Lincoln     | i.u.  | 137  | 0          |
| 19      | 41  | Curtis Turner     | John Eanes        | Oldsmobile  | 3     | 133  | 120        |
| 20      | 100 | Ace Shearer       | i.u.              | Ford        | i.u.  | 129  | 0          |
| 21      | 32  | Al Weber          | i.u.              | Ford        | i.u.  | 119  | 0          |
| 22      | 28  | Lew Fattman       | i.u.              | Chevrolet   | i.u.  | 105  | 0          |
| 23      | 15  | Milford Schell    | i.u.              | Ford        | i.u.  | 104  | 0          |
| 24      | 1   | Frank Canale      | i.u.              | Oldsmobile  | 2     | 74   | 0          |
| 25      | 55  | Carl Wilkerson    | i.u.              | Dodge       | i.u.  | 72   | 0          |
| 26      | 21  | Frank Boylan      | i.u.              | Ford        | i.u.  | 64   | 0          |
| 27      | 2   | Bob Greer         | i.u.              | Oldsmobile  | i.u.  | 56   | 0          |
| 28      | 99  | Al Gross          | i.u.              | Oldsmobile  | i.u.  | 9    | 0          |
| 29      | 12  | Joe Merola        | i.u.              | Tucker      | i.u.  | 0    | 0          |
| Källor: |     |                   |                   |             |       |      |            |